# Jules Janin

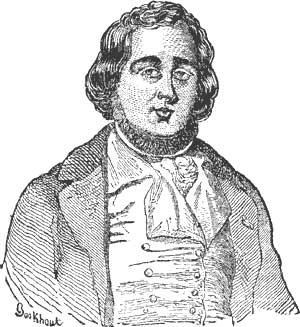
Retrato de Jules Gabriel Janin.

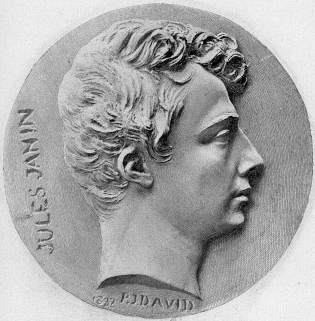
Jules Janin por David d'Angers.

Jules Gabriel Janin (Saint-Étienne (Loire), 16 de Fevereiro de 1804 — Paris, 19 de Junho de 1874), também conhecido na literatura lusófona por Júlio Janin, foi um escritor e crítico literário e dramático francês.

## Biografia
Filho de um advogado, Janin recebeu uma educação esmerada, primeiro na sua cidade natal, depois no Liceu Louis-le-Grand, em Paris.
Depois de uma temporada no escritório de advocacia de Jean-Baptiste Guillonnet-Merville, onde foi mandarete ao mesmo tempo que Honoré de Balzac, tornou-se jornalista e trabalhou, entre outros periódicos, na Revue de Paris, na Revue des Deux Mondes, no Figaro e em la Quotidienne. Foi um dos fundadores da Revue de Paris e do Journal des Enfants.
Em 1827 tornou-se conhecido com o romance l’Âne mort et la femme guillotinée (O burro morto e a mulher guilhotinada). A obra La Confession (A Confissão), publicada emn 1830, um pouco menos profunda, mas com um estilo ainda mais notável, e Barnave, publicada em 1831, na qual ataca a família d’Orléans, acabaram de sedimentar a sua reputação de bom romancista.
Entretanto, foi contratado como crítico literário e dramático do Journal des Débats, onde permaneceria durante 40 anos. A forma autoritativa como exercia a crítica teatral granjeou-lhe o epíteto de "príncipe dos críticos".
Depois de muitas tentativas, foi eleito para a Academia Francesa a 7 de Abril de 1870, ocupando a cadeira de Sainte-Beuve.
Um estudo de Jules Janin, acompanhado por uma bibliografia, foi publicado em 1874 por Alexandre Piedagnel.

## Obras
- 1826 : Talma et Lekain
- 1827 : L'Âne mort et la femme guillotinée
- 1829 : Tableaux anecdotiques de la littérature française depuis François I
- 1830 : La Confession
- 1831 : Barnave
- 1832 : Contes fantastiques - Histoire du théâtre à quatre sous
- 1833 : Contes nouveaux
- 1834 : Voyage de Victor Ogier en Orient - Cours sur l’histoire du journal en France
- 1836 : Le Chemin de traverse
- 1837 : Fontainebleau, Versailles, Paris - Un cœur pour deux amours - Histoire de France (texto explicativo das galerias de Versalhes) (1837-1843)
- 1839 : Les Catacombes - Versailles et son musée historique - Voyage en Italie
- 1842 : La Normandie historique, pittoresque et monumentale - Le prince royal - Une heure à Paris
- 1843 : Un été à Paris
- 1844 : Les Beautés de l’Opéra - La Bretagne historique
- 1846 : Le Feuilletoniste, Répertoire de Lecture du soir
- 1847 : Suite de l’histoire du chevalier Desgrieux et de Manon Lescaut - Voyage de Paris à la mer - Le gâteau des rois
- 1850 : La Religieuse de Toulouse
- 1851 : Les Gaîtés champêtres - Le mois de mai à Londres
- 1853 : Histoire de la littérature dramatique (6 vol. 1853-1858) - Almanach de la littérature, du théâtre et des beaux-arts (1853-1865)
- 1855 : La Comtesse d’Egmont
- 1856 : Les Petits Bonheurs
- 1857 : Les Symphonies de l’hiver
- 1858 : Rachel et la tragédie - Ovide, ou le poète en exil
- 1859 : Critique, portraits et caractères contemporains - Variétés littéraires
- 1860 : Les Contes du chalet
- 1861 : La Fin d'un monde et du neveu de Rameau - La Semaine des trois jeudis
- 1862 : Contes non estampillés
- 1864 : Les Oiseaux bleus - La poésie et l’éloquence à Rome, au temps des Césars - La Révolution française
- 1866 : L’Amour des livres - Béranger et son temps - Le Talisman
- 1867 : Les Amours du chevalier de Fosseuses - La Sorbonne et les gazeliers - Circé
- 1868 : Le Bréviaire du roi de Prusse
- 1869 : L’Interné - Lamartine - Petits romans d’hier et d’aujourd’hui - Les révolutions du pays des Gagas
- 1870 : Le Crucifix d’argent - Le livre
- 1871 : Alexandre Dumas - La Muette
- 1872 : François Ponsard
- 1874 : La Femme à l’œillet rouge - Paris et Versailles il y a cent ans
- 1876-1878 : Œuvres diverses - Œuvres de jeunesse
- 1884 : Causeries littéraires et historiques - Contes, nouvelles et récits